# Pat Hennen
Pat Hennen   (Phoenix, 27 d'abril de 1953 - 7 d'abril de 2024) fou un pilot de motociclisme nord-americà. Va competir als campionats de dirt track i velocitat de l'AMA de 1971 a 1975 i al campionat del món de motociclisme entre 1976 i 1978. El 1976 esdevingué el primer nord-americà a guanyar un Gran Premi del mundial de 500cc, concretament el Gran Premi de Finlàndia. La seva prometedora carrera es va estroncar en patir greus ferides en un accident al TT de l'illa de Man de 1978. Hennen va ser incorporat a l'AMA Motorcycle Hall of Fame el 2007.

## Trajectòria esportiva

### Curses de l'AMA
Nascut a Phoenix (Arizona), Pat Hennen es va criar a l'àrea de la badia de San Francisco, a Califòrnia, on es va començar a interessar per les curses de motocicletes a 15 anys. Després de passar quatre anys perfeccionant la seva tècnica en curses regionals, va disputar la seva primera prova professional a finals de la temporada de 1971.
Malgrat que els seus resultats en curses de dirt track eren prometedors, Hennen va optar per centrar-se en les de carretera. El 1973 va competir en curses de velocitat de 250cc en categoria júnior amb una Suzuki que havien preparat els seus germans, Chip i David Hennen. Al mateix temps, va començar a treballar per al pilot de fàbrica de Suzuki Ron Grant ajudant-lo a preparar les seves motos a fora del garatge de Grant.
La primera gran victòria de la seva carrera esportiva va arribar el 1974 al Daytona International Speedway, on va marcar el millor temps de qualificació i va guanyar la cursa júnior amb una Yamaha patrocinada per Ron Grant. Hennen va guanyar després les curses júnior al Loudon Classic, Laguna Seca i Talladega i es va proclamar campió de velocitat AMA Júnior aquell any.
Pat Hennen va debutar a escala internacional el 1974 quan Grant el va portar a competir a les Marlboro Series de Nova Zelanda durant les festes de Nadal, on va causar una impressió positiva en guanyar el campionat tres anys seguits (1975-1977). L'importador de Suzuki a Nova Zelanda era l'antic pilot de Gran Premi Rod Coleman, qui juntament amb Grant esdevingué fonamental en la carrera professional de Hennen.
Els èxits de Hennen li van valdre un contracte amb l'equip de fàbrica de Suzuki dels Estats Units per a la temporada de 1975, al costat del múltiple campió AMA Gary Nixon. Hennen formà part de l'equip nord-americà que va competir a les curses del Trofeu Transatlàntic d'aquell any (el trofeu enfrontava els millors pilots britànics contra els millors nord-americans amb motos de 750cc en un campionat de sis curses durant el cap de setmana de Pasqua a Anglaterra). El 1975, els Estats Units van guanyar a la Gran Bretanya per primer cop.
Pat Hennen va començar bé el campionat nacional de l'AMA de 1975 en obtenir la pole position a l'Ontario Motor Speedway, però la seva moto va patir problemes mecànics reiteradament i el seu millor resultat de la temporada va ser un cinquè lloc a Laguna Seca. La crisi del petroli de 1973 havia afectat greument tots els esports de motor als Estats Units i Suzuki va prendre la decisió de retirar el seu equip del campionat AMA al final de la temporada de 1975, deixant Hennen sense feina fins que Rod Coleman li va oferir una Suzuki TR750 oficial que havia recuperat després de saber que la fàbrica tenia previst de descartar-la.
Hennen va pilotar l'antiga motocicleta de fàbrica, construïda a partir de recanvis descartats, i hi va obtenir la victòria a les Marlboro Series de Nova Zelanda de 1976, seguida d'un sorprenent tercer lloc a la Daytona 200 darrere de Johnny Cecotto i Gary Nixon, aleshores oficial de Kawasaki. En aquells moments, la Daytona 200 era una de les curses de motociclisme més prestigioses del món i atreia campions de la talla de Giacomo Agostini i Barry Sheene. Pat Hennen també va pilotar una Yamaha TZ 250 a la cursa Daytona 250cc Lightweight i hi acabà segon darrere de Kenny Roberts després d'haver-hi lluitat durant tota la prova. Després de la cursa, Hennen va declarar que «Roberts era poesia sobre dues rodes».

### Campionat del Món
El 1976, Suzuki va començar a vendre al públic versions de producció de la Suzuki RG 500 guanyadora del Campionat del Món amb Barry Sheene. Inspirat per l'èxit de Hennen, Coleman n'hi va comprar una perquè hi competís al Campionat del Món de 500cc com a privat. Aquell any, a més, Hennen també va competir al campionat de Fórmula 750 amb la mateixa TR750 ex-fàbrica que havia pilotat a Daytona.
Hennen va competir al mundial de 500cc de 1976 amb un pressupost reduït, desplaçant-se a les curses per tot Europa amb una petita furgoneta en companyia del seu germà Chip, que li feia de director d'equip i de mecànic. Quan tots dos van arribar a França per al Gran Premi inaugural de la temporada, alguns observadors es van riure del seu equip, modest i sense experiència. Tot i així, els americans van rebre valuoses peces de recanvi i assistència de Merv Wright, el director de l'equip de fàbrica de Suzuki amb seu a la Gran Bretanya (cosa que va disgustar al número u de Suzuki, Barry Sheene, que reconeixia l'amenaça que Hennen suposava per a la seva posició al capdavant de l'equip).
Després d'una lenta progressió al començament de la temporada de 1976, Hennen va acabar segon al Gran Premi dels Països Baixos a Assen, darrere de Sheene i davant del multicampió del món Giacomo Agostini. Tot amb tot, Sheene estava al cim de la seva carrera i va guanyar cinc de les set primeres curses fins a proclamar-se Campió del Món al Gran Premi de Suècia. Després d'haver aconseguit el campionat, Sheene va optar per no competir a les tres darreres rondes, ja que no li agradava córrer als perillosos circuits que restaven al calendari.
L'absència de Sheene va permetre a Hennen d'obtenir una victòria sobre Teuvo Länsivuori i Agostini al Gran Premi de Finlàndia. Era la primera d'un nord-americà al mundial de 500 cc. La seva victòria va ser tan inesperada que els organitzadors de la cursa no tenien cap gravació de l'himne nacional dels Estats Units per a la cerimònia de lliurament de premis. Hennen va dir en una entrevista de 1977 que el pilot local Länsivuori el va ajudar a guanyar la cursa permetent-li de seguir-lo durant els entrenaments i aprendre's així el traçat del circuit urbà de 6,030 km de llarg i descobrir els llocs on la superfície desigual de la pista tenia sotracs ocults fins i tot en els seus trams rectes. El Circuit d'Imatra, seu del Gran Premi de Finlàndia, era notòriament perillós amb vorals, tapes de clavegueram, senyals de trànsit, pals de llum i fins i tot un pas a nivell.
La darrera cursa de la temporada era el Gran Premi d'Alemanya, celebrat al difícil circuit de Nürburgring (22,9 km de llarg), considerat massa perillós per al campionat de Fórmula 1. Malgrat córrer-hi per primera vegada, Hennen va acabar la cursa en un sorprenent tercer lloc darrere d'Agostini i el futur campió del món Marco Lucchinelli. Competint com a pilot privat contra equips de fàbrica, l'americà va obtenir dos podis i la seva primera victòria, cosa que el va permetre acabar tercer a la classificació final del campionat a només 2 punts del subcampió Länsivuori.

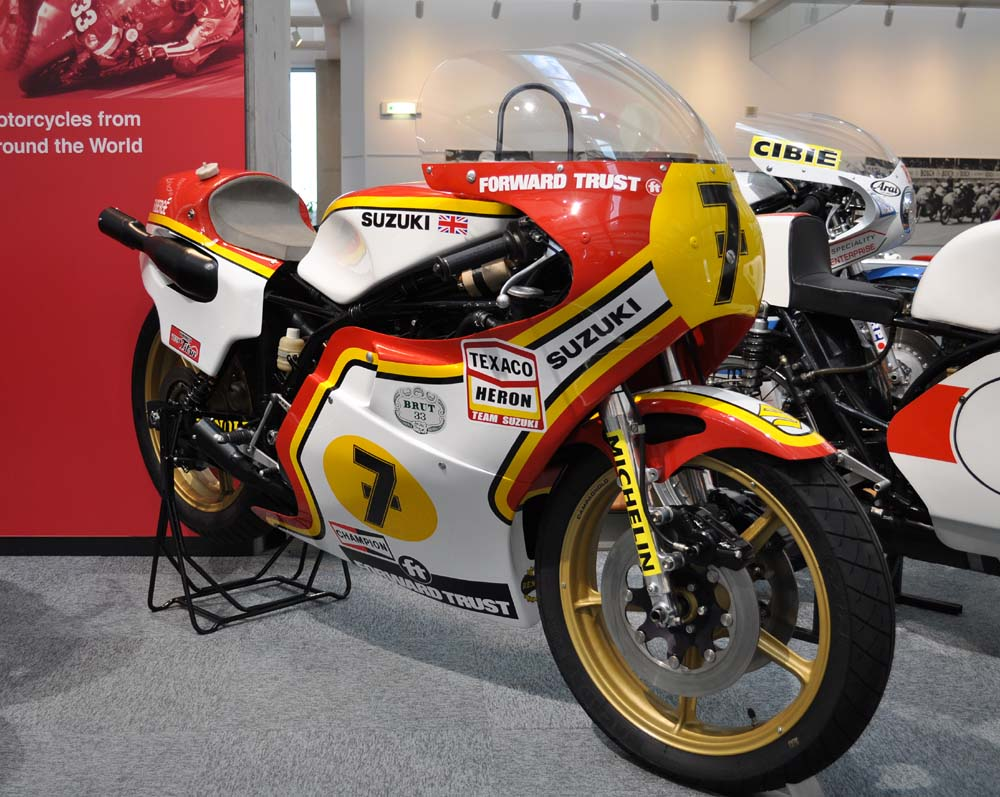
La Suzuki RG500 que va pilotar Barry Sheene el 1977, idèntica estèticament a la de Hennen

Després d'haver-se consolidat com un dels tres millors pilots de 500cc el 1976, Hennen va aconseguir un lloc a l'equip de fàbrica Heron-Suzuki per a la temporada de 1977, amb el campió vigent Barry Sheene com a company. Sheene va continuar tractant a Hennen amb animositat en demanar el millor equipament per a ell. Hennen es va veure obligat a saltar-se la Daytona 200 perquè Suzuki no havia acabat de desenvolupar la seva moto de curses de 750cc, però va ser el millor a les curses del Trofeu Transatlantic de 1977. A meitat de temporada, Hennen va viatjar a l'illa de Man per a disputar la seva primera cursa Senior TT, però va patir problemes mecànics i va haver d'abandonar.
Malgrat la contínua animadversió de Sheene, Hennen va obtenir quatre podis, entre ells la victòria davant Sheene a casa seva, al Gran Premi de Gran Bretanya de Silverstone. Aquella edició marcava l'inici d'una nova època, ja que era la primera vegada que el Gran Premi se celebrava a l'illa de Gran Bretanya després de 28 anys seguits de fer-se a la de Man (el TT va ser el Gran Premi de Gran Bretanya de 1949 a 1976). Després d'haver estat històricament la cursa més prestigiosa de l'any, el TT de Man havia caigut del calendari de la FIM en ser cada cop més boicotejat pels millors pilots a causa de la seva perillositat.
A Silverstone, Sheene havia pres el lideratge de la cursa quan un problema mecànic el va obligar a retirar-se. Steve Parrish va passar a liderar la cursa per davant de John Williams i Hennen en tercer lloc fins al començament de la darrera volta; llavors, Parrish va perdre el lideratge i Williams va ser més lent als tres darrers revolts, de manera que Hennen va obtenir la segona victòria en Gran Premi de la seva carrera. L'americà va acabar la temporada una vegada més en tercer lloc darrere de Sheene i el pilot de Yamaha Steve Baker. Hennen va acabar l'any, doncs, amb el hat-trick que marcà amb sengles victòries a la prestigiosa Race of the Year de Mallory Park, a la ronda del Campionat de Superbike de Motor Cycle News-Brut 33 i al GP de Gran Bretanya de 500cc.

#### La temporada de 1978
Pat Hennen va començar la temporada de 1978 dominant les curses del Trofeu Transatlàntic amb tres victòries, dos segons llocs i un de tercer, convertint-se en el millor del prestigiós esdeveniment. La seva batalla personal amb el seu company de Suzuki va continuar quan Sheene el va acusar d'haver fet un avançament perillós. Mirant de castigar-lo psicològicament, l'anglès va menysprear públicament Hennen dient als periodistes: «Si pagueu cacauets, obteniu un mico». Tanmateix, les seves tàctiques no van tenir cap efecte sobre el tranquil i pacífic nord-americà.
Després que Yamaha es retirés del Campionat AMA, Roberts es va unir a Hennen al campionat del món de 500cc d'aquell any, on el duet nord-americà va esdevenir l'amenaça més forta per al regnat de dos anys de Barry Sheene. Hennen va obtenir un segon lloc darrere de l'anglès al Gran Premi de Veneçuela que inaugurava la temporada i poc després va passar a encapçalar la classificació provisional del mundial en guanyar el Gran Premi d'Espanya celebrat al circuit del Jarama. Després, Roberts va guanyar les tres rondes següents i Hennen hi obtingué dos segons llocs, de manera que ambdós nord-americans estaven separats per un sol punt a la classificació provisional quan Hennen va patir les fatídiques lesions que van acabar amb la seva carrera esportiva al TT de l'illa de Man.
El 1978, la majoria dels millors pilots de Gran Premi, Sheene inclòs, es van negar a córrer a l'illa de Man a causa dels perills de fer-ho en un circuit urbà tan ràpid, però l'equip de fàbrica de Suzuki, amb seu a Gran Bretanya, volia que un dels seus millors pilots hi participés; Hennen, doncs, va ser cridat a córrer-hi. L'irlandès Tom Herron liderava la cursa amb Hennen als seus talons quan, només uns minuts després d'enregistrar la primera volta en menys de 20 minuts a l'illa (rècord de la història de la cursa) amb la seva Suzuki 500cc, Hennen es va estavellar a Bishopscourt a l'última volta. En aquell moment es va suggerir que havia colpejat un ocell, tot i que actualment aquesta possibilitat es considera un rumor infundat. Les lesions que li van causar la caiguda van resultar molt greus i mai més no va poder tornar a competir. Kenny Roberts va acabar guanyant el campionat de 1978 i es va convertir en el primer Campió del Món de 500cc nord-americà.

## Vida posterior
Hennen va patir danys cerebrals en l'accident i va passar per un lent període de recuperació. Sempre arrossegà deficiències en la parla, la memòria i la mobilitat, però fou capaç de viure una vida relativament normal. Va seguir residint a la zona de la badia de San Francisco. Un cop recuperat de l'accident, va treballar per a un fabricant de karts i per a United Airlines fent feines de manteniment de motors de reacció. També va treballar com a enginyer d'aplicacions per a un distribuïdor de peces de motocicleta nord-americà.
Tot i que no va guanyar mai el campionat del món, Hennen va ser a l'avantguarda d'una onada de pilots nord-americans que van dominar el mundial de 500cc durant la dècada del 1980, entre ells els campions del món Kenny Roberts, Freddie Spencer, Eddie Lawson, Wayne Rainey i Kevin Schwantz, a més de Randy Mamola.
Pat Hennen es va morir el 7 d'abril de 2024, a 70 anys.

## Resultats al Mundial de motociclisme
Barem de puntuació de 1969 a 1987:
| Posició | 1  | 2  | 3  | 4 | 5 | 6 | 7 | 8 | 9 | 10 |
| Punts   | 15 | 12 | 10 | 8 | 6 | 5 | 4 | 3 | 2 | 1  |

(Ids. Grans Premis | Llegenda) (Curses en negreta indiquen pole; curses en  itàlica indiquen volta ràpida)
| Any   | Categoria | Equip          | Moto  | 1       | 2       | 3       | 4       | 5      | 6     | 7       | 8      | 9       | 10    | 11    | Punts | Posició | Victòries |
| ----- | --------- | -------------- | ----- | ------- | ------- | ------- | ------- | ------ | ----- | ------- | ------ | ------- | ----- | ----- | ----- | ------- | --------- |
| 1976  | 500cc     | Coleman-Suzuki | RG500 | FRA Ret | AUT Ret | NAT 5   | IOM -   | NED 2  | BEL 8 | SWE Ret | FIN 1  | CZE Ret | GER 3 |       | 46    | 3r      | 1         |
| 1977  | 500cc     | Heron-Suzuki   | RG500 | VEN 3   | AUT -   | GER 2   | NAT Ret | FRA 10 | NED 3 | BEL 3   | SWE 10 | FIN Ret | CZE 4 | GBR 1 | 67    | 3r      | 1         |
| 1978  | 500cc     | Heron-Suzuki   | RG500 | VEN 2   | ESP 1   | AUT Ret | FRA 2   | NAT 2  | NED - | BEL -   | SWE -  | FIN -   | GBR - | GER - | 51    | 6è      | 1         |
| Font: |           |                |       |         |         |         |         |        |       |         |        |         |       |       |       |         |           |